# سانجاي وكريغ
سانجاي وكريغ (بالإنجليزية:Sanjay and Craig) هو مسلسل كرتون تلفزيوني أمريكي عرض على نكلوديون من 25 مايو 2013 إلى 29 يوليو 2016 لمدة ثلاثة مواسم بما مجموعه 60 حلقة. يتحدث المسلسل عن صبي يبلغ من العمر 12 عاما يدعى سانجاي باتل الذي يملك ثعبانا أليفا ناطقا يدعى كريغ.
منتجو البرنامج هم جيم ديرشبيرغر، أندرياس ترولف، جاي هويل. هويل هو أيضا مصمم الشخصيات. كما تولى الإنتاج أيضا ويل ماكروب وكريس فيسكاردي، والذان أخرجا مغامرات بيت وبيت، والذي عرض في التسعينات. بدأ الإنتاج في أواخر عام 2010. جددت نكلوديون المسلسل لموسم ثاني في 12 سبتمبر 2013 وأعادت بثه في 19 يوليو 2014،  وللموسم الثالث في 11 يوليو 2014، وبدأ عرضه في 7 سبتمبر 2015. وفي 10 يونيو 2016، أصدر أحد الممثلين في المسلسل، كريس هاردويك، تغريده بأن انتهى إنتاج المسلسل. عرضت الحلقة الأخيرة في 29 يوليو 2016.التصنيف العمري14+

## القصة
يتحدث المسلسل عن سانجاي باتيل عندما اشترى حيواناً أليفاً وهو الأفعى كريغ وسرعان ما اصبحا صديقين حيث يواجها مصاعب الحياة معاً

## الشخصيات
- سانجاي باتيل هو فقط ولدٌ عادي ذو اثني عشر ربيعاً صديقه المفضل هو ثعبانٍ متكلم ولديه خزانة ملأى بجرار الغاز. تجده عادةً في فرايكيد يأكل بعض الأجنحة ويحاول مغازلة بيل بيبر، فهو معجبها السري. بقلب من ذهب وغازات شجاعة، فإن سانجاي من أروع الأشخاص. يحب: أجنحة الدجاج، وتافليبس، وألعاب الفيديو. لا يحب: نودمان، والتوت، والبيتزا.
- كريغ هو صديق سانجاي المفضل وشريكه في حب أجنحة الدجاج. من طبيب إلى ملكة المواكب، هذا الثعبان المتكلم هو سيد التنكر، ولديه ملاحم ليقصها. بالتأكيد فقد قام سانجاي باختيار موفق في متجر الحيوانات الأليفة. كريغ رائع! يحب: صخور التدفئة، أجنحة الدجاج، المبالغة. لا يحب: المعاول، أن يدعى حيواناً أليفاً
- بيل بيبر من الصعب معرفة ما الذي يحبه سانجاي أكثر، بيل بيبر أم أجنحة الدجاج التي تقدمها. هذا الفتاة الرائعة المرحة تركض في أنحاء فرايكيد مع والدها وهي المحبوبة السرية للجميع. إنها هادئة وتحب الثعابين...لا عجب أن سانجاي يظنها رائعة، تحب: الثعابين، أجنحة الدجاج، العصائب، لاتحب: الهواتف المحمولة التي لا تعمل
- ليزلي نودمان الشيء الوحيد الذي يكرهه ليزلي نودمان أكثر الأولاد المشاغبين هو الأفاعي، ولسوء حظه فإن سانجاي وكريغ يعيشان في الجوار. هو مهووس بالتوت وغالباً ما تراه يتجول في أنحاء البلدة مع قطته، ليدي باترسكوتش. بإمكانك محاولة التسلسل إلى باحته، ولكنك بالأغلب ستضرب بالمعاول! يحب: التوت، وزرع مؤخرته. لا يحب: الأفاعي، ووالده، والسعادة
- ميغان سباركلز عندما لا تكون ميغان سباركلز تثير الشغب مع سانجاي وكريغ، فإنك تجدها تولع المسرح بموهبتها الخارقة. لقد استحقت بجدارة ألقاب مثل (سيدة الطرقات السريعة، سيدة التعصب للاكتوز، وسيدة فن المواد المختلطة، ولديها الحزام الأسود لتثبت ذلك. تحب: ألواح من قطع الشوكولا الثلاثية المصنوعة في البيت. لا تحب: الخسارة
- ريمينغتون تافليبس ، لربما جرفته الأمواج من فيلم من الثمانينيات، ولكنه بالنسبة لسانجاي وكريغ فإنه من أروع الأشخاص في العالم(على الرغم من أنه لا يستطيع تذكر اسميهما). يقضي معظم وقته مسترخياً في مقطورته يكرع اللبن، مشروبه المفضل. لا شيء يساعد على التجشؤ أفضل من اللبن! يحب: اللبن، والتجشؤ، والاستحمام. لا يحب: أن يصل في الوقت المحدد
- هيكتور فلاناغان المرة الوحيدة التي تقيأ فيها هيكتور فلاناغان كانت عندما رأى مؤخرته لأول مرة. هذا الشخص غريب الأطوار والذي يرتدي رقعة على عينه، لديه قلب كبير ومعدة أكبر. إن لم يكن يلتهم وجبة جدته المكسيكية المميزة، فإنك تجده يستمتع بأجنحة الدجاج مع التاكو. يحب: الذئاب وجدته والوثب. لا يحب: لا أحد
- عائلة ديكسون التوءم ساندي وسكابز وأخوهما الصغير ريتشارد، هم أروع أشخاص في عالم سانجاي (إلى جانب تافليبس). عندما لا يكونون مشغولين بفرقة الروك (تاف سكالز)، تراهم يتجولون في البلدة على دراجاتهم القذرة. ريتشارد الصغير، هو مصيبة ويلحق الدمار أينما يذهب، فقد استحق لقبه (الطفل الهلاك) بجدارة

## روابط خارجية
- سانجاي وكريغ على موقع IMDb (الإنجليزية)
- سانجاي وكريغ على موقع روتن توميتوز (الإنجليزية)
- سانجاي وكريغ على موقع كينوبويسك (الروسية)
- سانجاي وكريغ على موقع ألو سيني (الفرنسية)
- سانجاي وكريغ على موقع قاعدة بيانات الفيلم (الإنجليزية)